# 热尔米农
热尔米农（法語：Germinon，法語發音：[ʒɛʁminɔ̃]）是法国马恩省的一个市镇，位于该省中西部，属于香槟沙隆区。

## 地理
热尔米农（48°52'39"N, 4°9'18"E）面积19.61 平方千米，位于法国大東部大區马恩省，该省份为法国东北部内陆省份，北起阿登省，西北接埃纳省，西南接塞纳-马恩省，南至奥布省，东南接上马恩省，东临默兹省。
与热尔米农接壤的市镇（或旧市镇、城区）包括：舍尼耶、苏德龙、蒂比、特雷孔、韦利、维勒瑟讷。

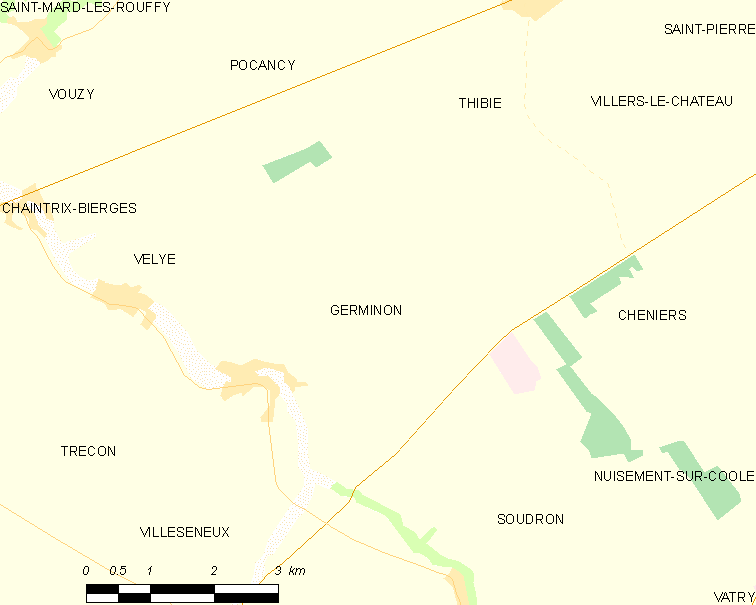
热尔米农的OSM定位图

热尔米农的时区为UTC+01:00、UTC+02:00（夏令时）。

## 行政
热尔米农的邮政编码为51130，INSEE市镇编码为51268。

## 政治
热尔米农所属的省级选区为韦尔蒂-香槟平原县。

## 人口

1962-2008年间热尔米农人口变化图示

热尔米农于2022年1月1日时的人口数量为188人。